# Javier Ruán
Javier Ruán Jaimes (Nahuatzen, Michoacán; 10 de enero de 1940 - Ciudad de México; 11 de octubre de 2021), más conocido artísticamente como Javier Ruán fue un actor y guionista mexicano. Realizó su debut en 1967 en la telenovela Angustia del pasado.

## Biografía

### Inicios
Francisco Javier Damián Ruán Jaimes nació en la Meseta Purépecha, hijo de Prisciliano Ruán Renteríay María Dolores Jaimes Maldonado. Tuvo 9 hermanos.Su infancia transcurrió paralelamente entre Nahuatzen y la Ciudad de México.
Fue maestro en experimentación pedagógica y filosofía. Egresado de la escuela del Instituto Nacional de Bellas Artes y Literatura (INBA).Obtuvo un diplomado de cinematografía en el Instituto Cubano del Arte e Industria Cinematográficos (ICAIC) de La Habana, Cuba, diplomado en construcción gramatical y análisis de texto. Durante la década de 1950, emigró a la Ciudad de México, donde empezó su carrera como actor protagónico radiofónico en la XEW-AMasí como en portadas de diversas fotonovelas de la época al lado de figuras como Ana Martín y Leticia Perdigón y también en obras de teatro como Moctezuma II del maestro Sergio Magaña.Fue en el año 1963 que se entrevistó con Elena Garro y el director de cine Sergio Véjar, para estelarizar en cine La culpa fue de los Tlaxcaltecas.A pesar de que la producción no se llevar a cabo por razones financieras, este hecho le sirvió a Ruán para interpretar posteriormente al príncipe Xicoténcatl (tlaxcalteca) en la puesta en escena Los Argonautas en el teatro Jiménez Rueda,actuación que después daría pie a su primer protagónico en cine con la película Corona de lágrimas de Alejandro Galindo en 1968.

### Carrera
Debutó en la pantalla chica con la telenovela Angustia del pasado en 1967.En ese año, obtuvo el Premio a la revelación masculina por la obra Moctezuma II, en el festival de las máscaras en Morelia, Michoacán.Participó también en las películas Pedro Páramo, Rocambole contra la secta del escorpión, ¡Viva Zapata! Muera Zapata, Volver, volver, volver y Hoy como ayer, entre otras. 
En 1971, estelarizó la cinta Los marcados, al lado de Eric del Castillo. Ese papel le valió una nominación al Premio Ariel en ese año, como Mejor Coactuación Masculina y le dio la oportunidad de compartir créditos con Antonio Aguilar, otra de las grandes personalidades de esa época.
Participó en obras de teatro en la década de los 70 y 80, destacando Bodas de sangre en 1976 al lado de Raquel Olmedo con una gira internacionaly La Gota de agua en 1980 del Teatro de la Nación, junto a Carmen Montejo y donde tuvo oportunidad de conocer a Dolores del Río.Hizo una participación en Muchacha italiana viene a casarse. Su extensa trayectoria en televisión incluye telenovelas como Barata de primavera, Rina, Al final del arco iris, Senda de gloria, Corazón salvaje, Amar otra vez, Destilando amor, Rafaela, Mar de amor y Corona de lágrimas, entre muchas otras. También escribió las telenovelas Atrévete a olvidarme y Pueblo chico, infierno grandeque está basada en hechos reales de su familia: la protagonista está inspirada en la tía del actor, Leonarda Ruán, interpretada en la telenovela por Verónica Castro.

### Música
A finales de los años 70, Paco de la Barrera, director musical de la casa disquera Discos Orfeón, lo invitó a incursionar como cantante de música romántica.Así, conoció a la compositora peruana Chabuca Granda, quién lo asesoraría para su primer LP.Tras la muerte de Paco de la Barrera, el proyecto quedó inconcluso. Posteriormente, Ruán grabó 3 álbumes de estudio bajo el sello Discos ZAR: De la mano contigo (1978), Para que me recuerdes (1986) y Atrévete a vivir (1988), estos dos últimos en el género ranchero.  Asimismo se presentó durante temporadas en Las Glorias de Baco, en la Ciudad de México junto a Tomás Méndez.

### Años recientes
El 10 de septiembre de 2005, las autoridades del Ayuntamiento de su pueblo natal Nahuatzen, Michoacán, lo distinguieron con un homenaje al mérito artístico. Legalizando dicho acontecimiento con un documento escrito en purépecha y una presea diseñada por el clérigo Dr. Francisco Martínez Gracián. Esta fue la primera distinción hacia un nahuatzense.
El 5 de septiembre de 2013, presentó su libro Los de adelante corren mucho...donde habla acerca de su niñez, juventud y trayectoria artística; así como sus vivencias al lado de figuras como Elena Garro, Marilyn Monroe, Stella Inda, Ricardo Garibay, Tomás Méndez, Pepe Guizar, Chabuca Granda y Meche Barba.Esta obra fue apoyada por el Consejo Nacional para la Cultura y las Artes y la Secretaría de Cultura del Estado de Michoacán. Ruán fue destacado como: "un hombre que ha resaltado en los diferentes países las costumbres y valores purépechas, el cual ha sido orgulloso de ser de estas tierras indígenas".
Sus últimos trabajos en televisión fueron en la telenovela Corona de lágrimas, junto a Victoria Ruffoy Simplemente María, con Claudia Álvarez.
Javier Ruán tuvo dos hijos, Virgilio y Guillermo Ruán,de su relación con la actriz y escritora mexicana Dalia Inés.
Falleció el 11 de octubre de 2021 a los 81 años de edad a causa de un infarto agudo de miocardio.

## Filmografía

### Cine
- Un macho en el reformatorio de señoritas (1989)
- Lola la taquera (1988)
- Narcos al acecho (1988)[28]
- Benny Moré: Hoy como ayer (1987) ... Gabriel[29]
- Kung fu mortal: Operación zodiaco (1983) ... Sacerdote
- Los pistoleros (1980) ... Luis
- Los karatekas (1980)
- La pistolera (1979) ... Zurita[30]
- Los triunfadores (1978) ... El Tamal
- Soy el hijo del gallero (1978) ... Martín López Macarena
- Mi aventura en Puerto Rico (1977)
- Volver, volver, volver (1977) ... Prisciliano Rentería
- El rey (1976) ... Francisco Javier Jaimes
- Simón Blanco (1975) ... Ahijado de Simón
- Don Herculano enamorado (1975)[31]
- Canción de Navidad (1974) ... Caballero 1
- Pobre niño rico (1974) ... Sacerdote
- La muerte de Pancho Villa (1973) ... Carlitos
- El festín de la loba (1972) ... Germán[32]
- Los marcados (1971) ... "El Niño"
- Muera Zapata... Viva Zapata (1970)
- Quinto patio (1970) ... "El Rorro"
- Faltas a la moral (1970) ... Pepe
- Corona de lágrimas (1968) ... Nachito Chavero
- Santa (1967) ... Hermano de Santa
- Rocambole contra la secta del escorpión (1967) ... El Príncipe de Rodas
- Pedro Páramo (1967) ... Minero

### Telenovelas
- Simplemente María (2015 - 2016) ... Heriberto Rojas
- La gata (2014) ... Dr. Pinto
- Quiero amarte (2013 - 2014) ... Juan
- Corazón indomable (2013) ... Dr. Chacón
- Corona de lágrimas (2012 - 2013) ... Don Isaías Requena
- La que no podía amar (2011 - 2012) ... Don Máximo Pinos
- Rafaela (2011) ... Chamula
- Mar de amor (2009 - 2010) ... Bracho
- Destilando amor (2007) ... Demetrio Urbina
- Mundo de fieras (2006 - 2007) ... Padre Domingo
- Pablo y Andrea (2005) ... Imanol
- Piel de otoño (2005)
- Amar otra vez (2004) ... Coronel Benito
- ¡Vivan los niños! (2002 - 2003) ... Licenciado Tejeda
- Tres mujeres (1999 - 2000) ... Flavio Guzmán
- Rosalinda (1999) ... Chuy
- La antorcha encendida (1996) ... Ignacio Elizondo
- María la del barrio (1995 - 1996) ... Licenciado Zamora
- Corazón salvaje (1993 - 1994) ... Guadalupe Cajiga
- Amor de nadie (1990 - 1991) ... Renato Molinari
- Luz y sombra (1989) ... El Costeño
- Senda de gloria (1987) ... Fermín del Río
- Principessa (1984 - 1986) ... Eduardo López
- La traición (1984 - 1985) ... Rogelio
- Al final del arco iris (1982) ... Leopoldo "El Pollo" Rivera
- Julia (1979) ... José María
- Elisa (1979) ... Jaime
- Humillados y ofendidos (1977 - 1978) ... Antonio Gómez
- Rina (1977) ... Daniel Galeana
- Barata de primavera (1975 - 1976) ... Gerardo
- Ana del aire (1974) ... Álex Silveira
- Los que ayudan a Dios (1973 - 1974) ... Dr. Carlos
- Mi primer amor (1973)
- ¿Quién? (1973) ... Julián
- El carruaje (1972) ... Leandro Valle / Teniente Ugarte / General Ramón Méndez
- Las fieras (1972) ... Ray
- Muchacha italiana viene a casarse (1971 - 1973) ... Héctor
- La cruz de Marisa Cruces (1970 - 1971)
- Cosa juzgada (1970) ... Juez
- Sin palabras (1969) ... Levin
- El retrato de Dorian Grey (1969) ... Renato Malvini
- Rubí (1968) ... Fernando Cuevas
- Los Caudillos (1968)
- Angustia del pasado (1967)

### Series de TV
- Como dice el dicho (2011 - 2015).
- Tiempo Final III (2009) ... Caza Recompenza
- Mujeres asesinas (2009) ... Miguel Rascón (Capítulo Margarita, ponzoñoza).[33]
- La rosa de Guadalupe (2008) 1 episodio.
- Mujer, casos de la vida real (1990 - 2005) 22 episodios.

## Teatro
- Las brujas de Salem (1962)[34]
- Moctezuma II (1963) ... Moctezuma[8]
- Las almas muertas [35]
- Cruce de vías [36]
- Escuela de bufones (1966)[37]
- La ronda de la hechizada (1967) ... Tecatzin[38]
- Los argonautas (1967) ... Xicoténcatl[10]
- A ti, hombre (1968) ... Clay[39]
- Las vírgenes prudentes (1969)[40]
- El reloj (1971) ... Henry Dolac[41]
- El gran inquisidor [42]
- El ancla ... Alonso[41]
- Bodas de sangre ... Leonardo[14]
- Despedida de soltero
- Secuestro (1976) ... El Hitler
- El ancla (1977) ... Andrés
- ¡Hola Charlie! (1978)[43]
- Gota de agua (1980) ... Jason[15]
- El médico a palos
- El medio pelo (1984) ... Guadalupe Marcial[44]
- Los desorientados (1987)[45]
- Delirium Tremens (1987) ... Román[46]
- Cueros y pieles
- Cena de matrimonios
- Don Juan Tenorio ... Don Juan
- Pigmalión ... Henry
- Kean (1985)  ... El príncipe de Gales[47]
- La puerta negra (2003)  ... Gabriel[48][49]
- Los días (2012) ... Don Anselmo[50]

## Música

### Álbumes de estudio
- De la mano contigo (1978)
- Para que me recuerdes (1986)
- Atrévete a vivir (1988)

### Sencillos
- De la mano contigo (1978)
- El Santo del nogal / La Infiel (1980)
- El galán que canta ranchero (1986)

## Libros
- Los de adelante corren mucho... (2013).[7]
- De Hijo Pródigo, a hijo predilecto (2017).[11]

## Premios

### Premios TVyNovelas
| Año  | Categoría                | Telenovela                    | Resultado |
| ---- | ------------------------ | ----------------------------- | --------- |
| 1998 | Mejor guion o adaptación | Pueblo chico, infierno grande | Ganador   |

### Otros Reconocimientos
- Revelación masculina por A ti, Hombre -  Nominado. - Críticos de Teatro
- Co-actuación masculina por La Ronda de la Hechizada - Nominado
- Presea de las máscaras por Moctezuma II - Ganador[12][6]
- Co-actuación masculina por La Gota de Agua - Nominado
- Co-actuación masculina por El Medio Pelo - Nominado
- Revelación masculina por Corona de lágrimas - Nominado - La Diosa de Plata
- Co-actuación masculina por Los marcados - Nominado - Premios Ariel[13]
- Cabeza Olmeca por 46 años ininterrumpidos de carrera artística por la Plataforma Cultural de Tabasco [51]
- Homenaje por trayectoria artística por parte de las autoridades de Nahuatzen, Michoacán, y elección como Hijo Predilecto. (2005)[21]
- Medalla Virginia Fábregas por 25 años de actuación ininterrumpida, por la Asociación Nacional de Actores A.N.D.A. (1990)
- Reconocimiento por 50 años de trayectoria por la Conaculta y la Secretaría de Cultura de la entidad del Estado de Michoacán.[52]
- Medalla Eduardo Arozamena por 50 años de actuación ininterrumpida, por la Asociación Nacional de Actores A.N.D.A. (2015)[53][54]